# Rorbu

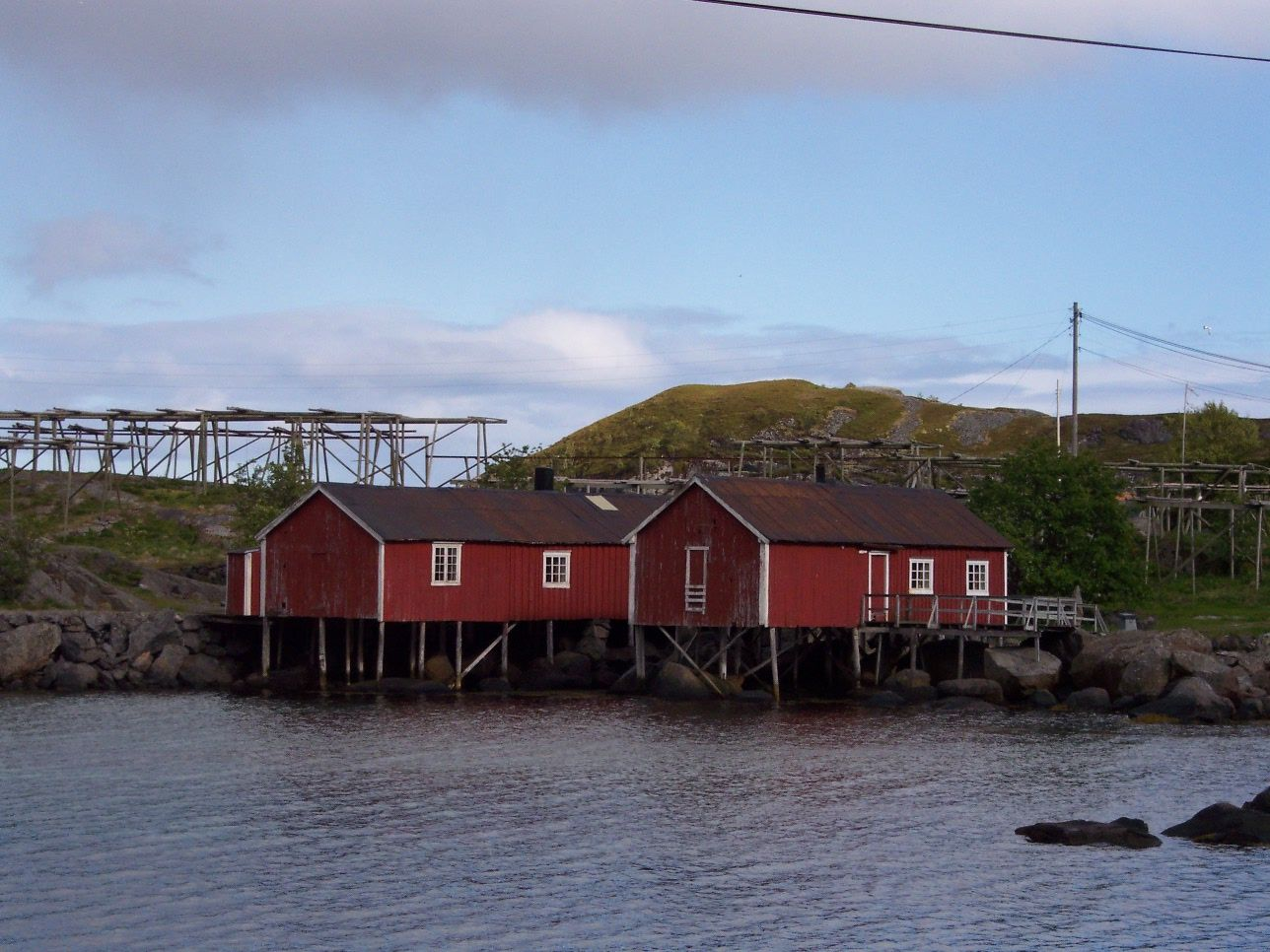
Tipico rorbu

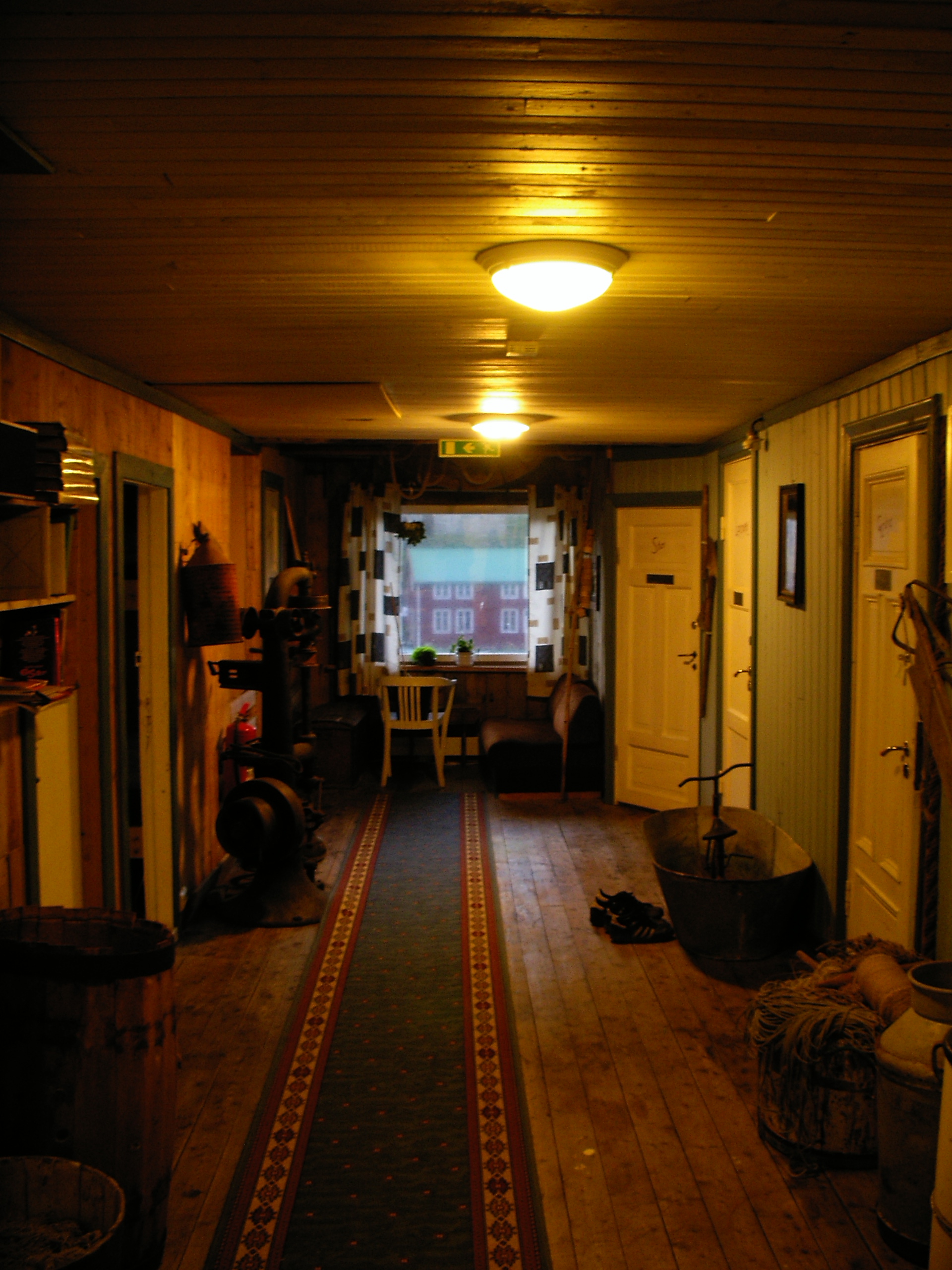
Interno di un rorbu

Il rorbu (letteralmente casa del rematore; a volte riferite come rorbuer al plurale) è una tipica abitazione utilizzata dai pescatori norvegesi, particolarmente diffusa e caratteristica delle isole Lofoten e delle zone costiere della Norvegia settentrionale.
Il rorbu è un'abitazione palafittica costruita in legno e dipinta tipicamente di rosso. Talvolta edificati direttamente su un piano roccioso a ridosso della costa, questi edifici sono più spesso costruiti su una palificazione conficcata nella roccia e nel fondo sabbioso.
Abitazioni tradizionalmente assai spartane, in tempi più recenti i rorbu sono stati ammodernati con molte comodità, diventando accoglienti ed ambiti alloggi per il crescente numero di turisti che si recano nelle zone artiche.
Il colore rosso era originariamente dovuto all'usanza di mescolare all'olio di pesce il sangue dei bovini allevati nell'entroterra, ideale per proteggere dalle intemperie le assi di legno con cui sono costruiti questi caratteristici edifici.